# Жуков, Анатолий Петрович
Анатолий Петрович Жуков (19 августа 1943, Куйбышев — 22 октября 2004) — советский футболист, нападающий. Мастер спорта.

## Карьера
Начинал играть в 1953 году в клубной команде «Крылья Советов». В 1961—1962 годах играл в чемпионате СССР в классе «Б» за сызранский «Нефтяник». В 1963 году играл за дубль «Крыльев». С 1964 по 1968 год провел 164 игры в высшей лиге за основной состав «Крыльев Советов». В 1969—1970 годах сыграл в высшей лиге 17 матчей за донецкий «Шахтёр». В 1970 отыграл во второй лиге 26 матчей за клуб «Азовец» (Жданов). В 1971 году сыграл в высшей лиге 5 матчей за ташкентский «Пахтакор» и 35 игр за ждановский клуб во второй лиге. Закончил карьеру в 1972 году сезоном во второй лиге за балаковский «Корд».
В 1980-х годах работал слесарем на авиационном заводе.

## Достижения
- Финал Кубка СССР 1964
- Лучший бомбардир команды «Крылья Советов»: 1965 (вместе с Анатолием Казаковым), 1966
- Выступал за юношескую, молодёжную и олимпийскую сборную СССР